# Puschkinien-Blaustern
Der Puschkinien-Blaustern (Scilla puschkinioides, Syn.: Fessia puschkinioides (Regel) Speta) ist eine Pflanzenart aus der Gattung der Blausterne (Scilla).

## Merkmale
Der Puschkinien-Blaustern ist eine ausdauernde Pflanze, die Wuchshöhen von 10 bis 20 Zentimeter erreicht. Dieser Geophyt bildet Zwiebeln als Überdauerungsorgane aus. Die 2 bis 7 Blätter sind stumpf und messen 15 bis 18 × 0,3 bis 1,8 (3) Zentimeter. Die Perigonblätter sind weiß, zuweilen blass blauviolett überlaufen, haben einen schmutzigblauen Mittelnerv und sind 10 bis 13 (15) Millimeter lang. Die 1 bis 11 Blüten bilden eine dichte Traube. Die unteren Blütenstiele sind 1,5 bis 4 (6) Millimeter lang. Die Deckblätter sind 2,5 bis 3 Millimeter lang und gespornt. Die Samen sind 3 bis 4 Millimeter lang und haben keinen Ölkörper.
Die Blütezeit ist von April bis Mai.
Die Chromosomenzahl beträgt 2n = 10, selten 15.

## Vorkommen
Der Puschkinien-Blaustern kommt in Kirgisien, in Turkmenien, in Tadschikistan im West- und Süd-Pamir und im Südwest-Tianschan vor, in Afghanistan wäre er auch zu erwarten. Diese Art besiedelt Dorngebüsch, Stauden- und Wacholderfluren auf Löss und steinigen Hängen in Höhenlagen von 850 bis 3200 Meter.

## Nutzung
Der Puschkinien-Blaustern wird selten als Zierpflanze in Steingärten genutzt.